# Rheumaptera sachalinensis
Rheumaptera sachalinensis är en fjärilsart som beskrevs av Matsumura 1911. Rheumaptera sachalinensis ingår i släktet Rheumaptera och familjen mätare. Inga underarter finns listade.